# Kuros de Getty

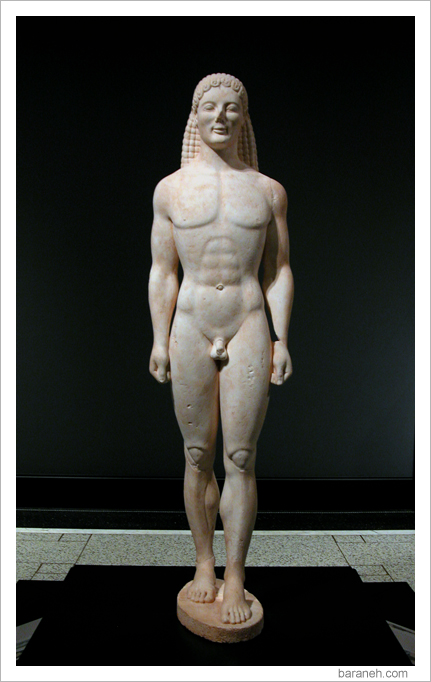
Kuros de Getty

El Kuros de Getty es una estatua de mármol de unos 2 metros de altura que representa a un joven griego (kuros) perteneciente al Museo J. Paul Getty de Los Ángeles (Estados Unidos), de donde procede su apodo. Podría tratarse de una auténtica creación griega, en cuyo caso dataría del período arcaico, pero también podría ser una hábil falsificación. La obra se ha estudiado intensamente, pero no se ha llegado a ninguna conclusión sobre su autenticidad, y la controversia entre los expertos persiste.
Nada se sabía de él hasta que apareció en el mercado de antigüedades en 1983, cuando el marchante Gianfranco Becchina lo ofreció al conservador de antigüedades del museo, Jiří Frel, roto en siete fragmentos. Sin embargo, enseguida surgieron sospechas sobre su autenticidad.
A pesar de las reservas expresadas por algunos expertos convocados para analizarla, un análisis químico de su superficie mostró indicios de dolomitización, un cambio que se cree que solo se produce en las rocas de forma natural con el paso del tiempo, lo que se interpretó como un signo de que la pieza era muy antigua.  La dolomitización puede producirse artificialmente, pero esto no se sabía en aquel momento. Así que la compra fue aprobada por el consejo del museo en enero de 1985, pagando 9,5 millones de dólares. La adquisición se anunció al público en 1987, cuando surgieron nuevas críticas que la denunciaban como un fraude. Además, investigaciones posteriores demostraron que la documentación presentada en el momento de la compra, en la que se afirmaba que la obra había pertenecido al coleccionista ginebrino Jean Lauffenberger, que la había comprado a un marchante griego en 1930, era falsa.
En 1990, el Dr. Jeffrey Spier publicó el descubrimiento de un torso de kuros, cierta falsificación que presentaba notables similitudes técnicas con el kuros del Getty. Después de que se tomaron muestras que determinaron que el torso falso era del mismo mármol dolomítico que la pieza de Getty, el museo compró el torso para fines de estudio. Los hombros y brazos inclinados de la falsificación, el volumen del pecho, la representación de las manos y los genitales sugieren la misma mano que el ejemplo de Getty, aunque el envejecimiento se había realizado de manera tosca con un baño ácido y la aplicación de óxido de hierro. Investigaciones posteriores han demostrado que el torso y los kuros no son del mismo bloque y las técnicas de escultura son dramáticamente diferentes (hasta el uso de herramientas eléctricas en el torso).

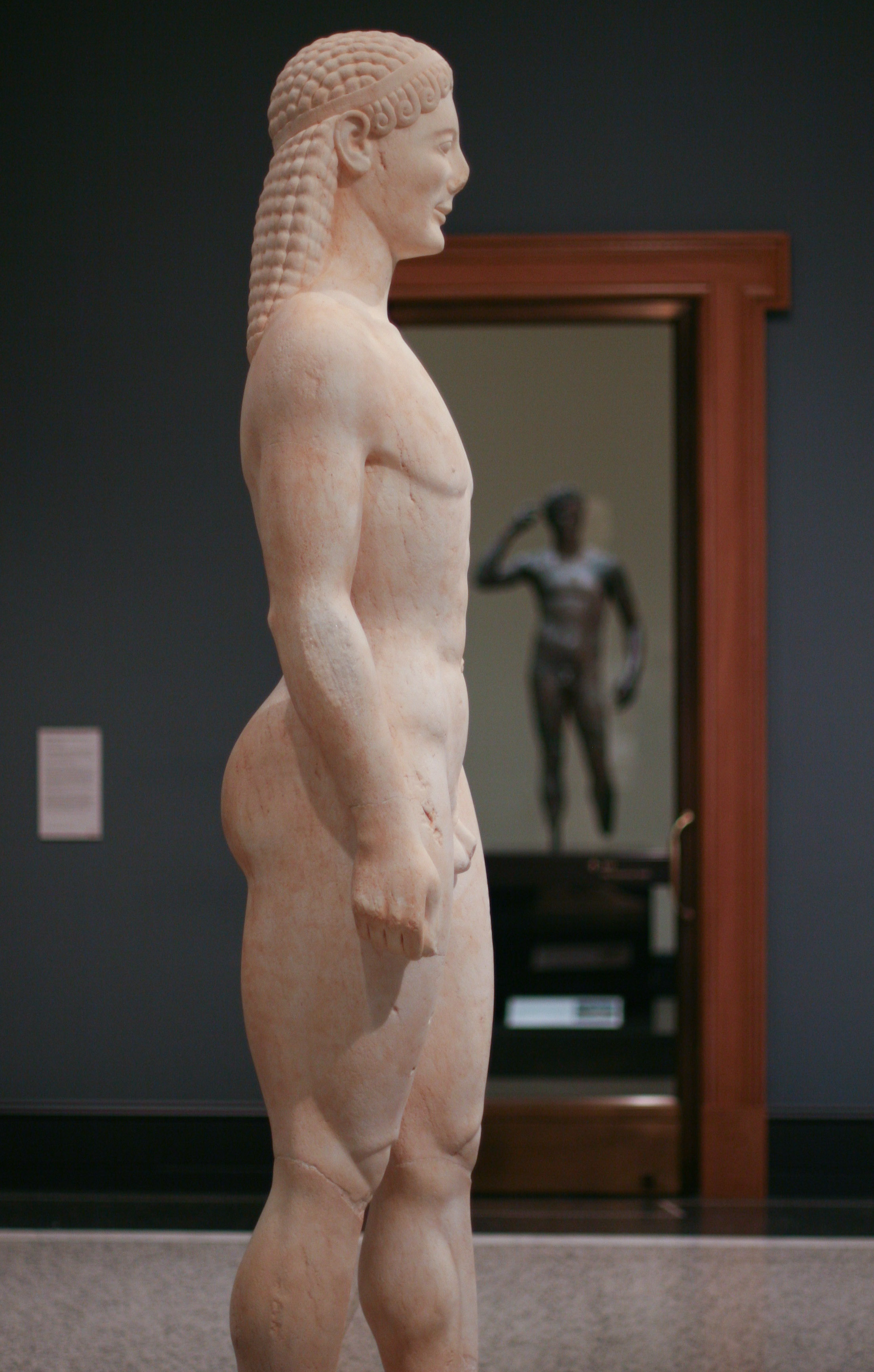
Perfil del kuros.

Los estudios continuaron sin ofrecer nuevas pruebas concluyentes, y en 1992 la obra se llevó a Grecia y se organizó un simposio de expertos para estudiar la cuestión de la autenticidad, pero se demostró que hay elementos técnicos y estilísticos tanto para apoyarla como para negarla, y no se llegó a un consenso.
El museo identifica el kuros actual como "un original de c. 530 a. C. o una falsificación moderna", pero no está expuesto al público.
 El Dr. Timothy Potts, director del Getty, dijo que la escultura fue retirada de la exhibición en 2018 debido a su discutida autenticidad.

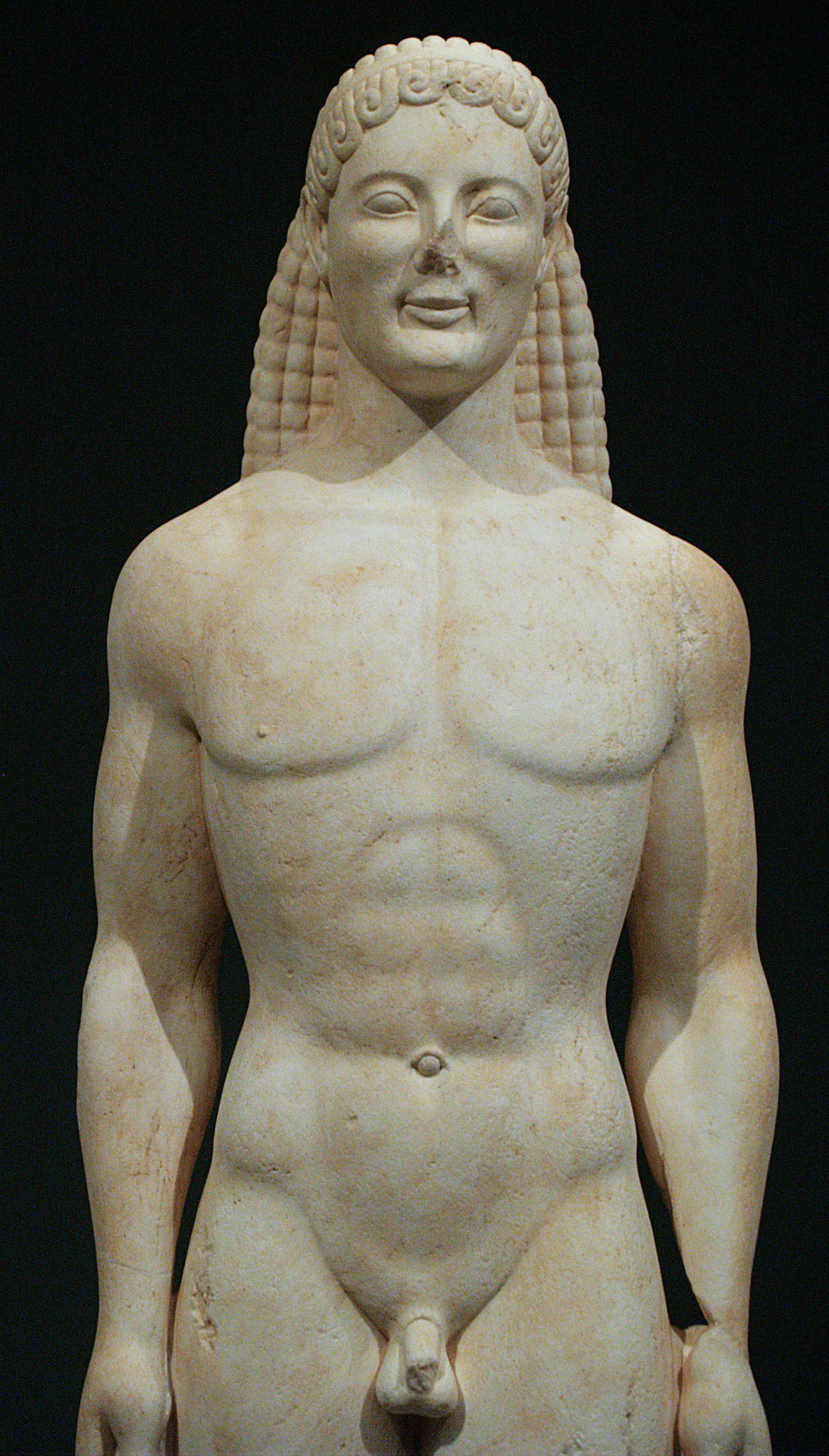
Detalle.

Quizás la evidencia más sorprendente que sugiere la antigüedad del kuros es una sutileza en cuanto a la dirección del movimiento de la figura. Aunque el joven se presenta cuadrado al espectador, todos los kouroi tienen indicadores discretos de un giro hacia la izquierda o hacia la derecha dependiendo de dónde fueron colocados originalmente en el santuario del templo; es decir, parecerían girar hacia la naos. En el caso del joven Getty, el pie izquierdo está paralelo al eje del paso del pie derecho en lugar de girar hacia afuera como ocurriría si la figura se moviera directamente hacia adelante. Por lo tanto, la estatua se mueve hacia su derecha, lo que, según Ilse Kleemann, es «una de las pruebas más sólidas de su autenticidad».
A pesar de ser de mármol de Tasos, el kuros no puede atribuirse con seguridad a un taller individual del norte de Grecia ni tampoco a ninguna antigua escuela regional de escultura. Los kuros arcaicos se ajustan a un canon de medidas y proporciones (aunque con fuertes acentos locales) al que también se adhiere el ejemplo de Getty; una comparación de elementos similares en otros es a la vez una prueba de autenticidad y una pista adicional sobre el origen de la escultura. Hay poco en las marcas de herramientas, métodos de tallado y detalles que contradigan el origen antiguo de la pieza. Aunque existe una pequeña muestra con la que comparar (unos 200 fragmentos y sólo doce estatuas completas del mismo tipo) hay aspectos atípicos de la obra del Getty que pueden observarse. El zócalo ovalado tiene una forma inusual y más grande que en otros ejemplos, lo que sugiere que la figura era independiente en lugar de estar fijada con plomo en una base separada. Además, las orejas no son simétricas: están a diferentes alturas con la izquierda oblonga y la derecha más redonda, lo que implica que el escultor estaba usando dos esquemas distintos o ninguno en absoluto.
Quedan algunos indicios de marcas de herramientas en la estatua. Aunque la superficie está erosionada (o desgastada artificialmente) y no está claro si se usó esmeril, hay fuertes marcas de garras en el pedestal y el uso de una punta en algunos de los detalles más finos. Por ejemplo, hay marcas de puntos en el contorno de los rizos, entre los dedos y en la hendidura de las nalgas, también huellas de puntos en los arcos de los pies y al azar sobre el pedestal. Aunque las herramientas evidentes aquí (punta fina, cincel inclinado, cincel de garras) no son inapropiadas para una escultura de finales del siglo VI a. C., su aplicación podría ser problemática. Stelios Triantis comenta: «ningún escultor de kuroi ahuecaría con una punta fina ni grabaría contornos con esta herramienta».